# Rakovec (Zagreb)
Rakovec ist eine Gemeinde im Norden Kroatiens, die zur Gespanschaft Zagreb gehört. Sie liegt ca. 35 km nordöstlich von Zagreb. Nach der Volkszählung von 2011 leben im Verwaltungsgebiet der Gemeinde Preseka 1252 Einwohner. Insgesamt besteht die Gemeinde aus 12 Ortschaften.

## Ortschaften in der Gemeinde
- Baničevec
- Brezani
- Dropčevec
- Dvorišće
- Goli Vrh
- Hruškovec
- Hudovo
- Kolenica
- Lipnica (Rakovec)
- Mlaka
- Rakovec (Rakovec)
- Valetić